# Батарито схиловий
Батари́то схиловий (Dysithamnus occidentalis) — вид горобцеподібних птахів родини сорокушових (Thamnophilidae). Мешкає в Південній Америці.

## Опис
Довжина птаха становить 15 см. Верхня частина тіла у самця темно-сіра, нижня частина тіла сіра. Крила коричнювато-чорні, кінчики покривних пер білі. У самиці тім'я і спина каштанові, крила і хвіст темні. Крила поцятковані білими плямками. Нижня частина тіла сіра, обличчя поцятковане білими плямками. Живіт оливково-коричневий.

## Підвиди
Виділяють два підвиди:
- D. o. occidentalis (Chapman, 1923) — західні схили Анд в Колумбії (від південної Антіокії до Нариньйо) і на півночі Еквадору (Карчі)[4];
- D. o. punctitectus Chapman, 1924 — східні схили Анд в Еквадорі (Напо, Морона-Сантьяго) і центральному Перу (Амазонас, Сан-Мартін)[5].

## Поширення і екологія
Схилові батарито живуть у вологих гірських тропічних лісах на висоті від 900 до 2200 м над рівнем моря.

## Поведінка
Схилові батарито харчуються безхребетними, яких шукають на землі. Гніздо чашоподобне, розміщується на висоті 1-5 м над землею. В кладці 2 яйця, інкубаційний період триває 19 днів.

## Збереження
МСОП вважає цей вид вразливим. Йому загрожує знищення природного середовища. Популяцію схилових батарито оцінюють в 1500-7000 птахів.